# REB 1100
REB 1100 — электронное устройство для чтения книг, которое выпускалось компанией Gemstar в 1999—2002 годах.

## Особенности
REB 1100 являлась эволюционным развитием модели Rocket eBook, отличаясь уменьшенным весом, модернизированным ПО, улучшенными коммуникативными возможностями и удешевлённой матрицей экрана. Дизайн REB1100 в течение многих лет считался наиболее эргономичным для электронных книг. Модель была оснащена встроенным модемом для прямой платной закачки контента с сайта производителя (та же идеология прослеживается в современных Sony Reader и Amazon Kindle).

## Программное обеспечение
Для коммуникации устройства и ПК была разработана специальная программа под названием «eBook Librarian» с её помощью пользователь имел возможность загружать в свой Reb1100 книги в формате .rb. В отличие от программы «RocketLibrarian», поставляющуюся с Rocket eBook, eBook Librarian не могла создавать «.rb» файлы.

## Характеристики
| Вес                     | 430 граммов |
| Размеры                 | 190х130х35 мм |
| Формат файлов           | Собственный (*.RB) |
| Память                  | 8 Мб, наращиваемая картами SmartMedia до 128 Мб                                                                       |
| Процессор               | Cirrus Logic ARM-7 |
| Питание                 | Встроенный литий-ионный аккумулятор                                                                                   |
| Время автономной работы | До 40 часов |
| Коммуникации            | USB, IrDA, встроенный модем                                                                                           |
| Экран                   | Сенсорный монохромный LCD, 480х320 точек, диагональ 140 мм                                                            |
| Подсветка               | Белая, регулируемая ступенчато                                                                                        |
| Ввод информации         | Рукописный или с помощью виртуальной клавиатуры                                                                       |
| Русификация             | Официальная отсутствует, доступны бесплатные неофициальные прошивки                                                   |
| Сервисные функции       | Поворот текста на угол кратный 90°, закладки, подчеркивание фрагмента текста, ввод комментария, полнотекстовый поиск. |

## Другие названия модели
- Gemstar выпускала эту же модель с измененным ПО под маркой GEB 1150.
- Компания eBookwise приобрела лицензию на продажу REB 1100 только на территории Америки и Канады. Устройство продаётся под маркой eBookwise-1150. Без даунгрейда прошивки не поддаётся русификации.